# Garmon
Il garmon (in russo гармо́нь?, gɐˈrmonʲ, da garmonika (in russo гармо́ника?, gɐˈrmonʲɪkə), che significa "armonica") è un tipo di fisarmonica con doppia tastiera a bottoni. Ha due file di bottoni sulla destra, che suonano le note delle scale diatoniche, e almeno due file di bottoni sul lato sinistro, che riproducono gli accordi principali e le relative armoniche minori. Molti strumenti hanno bottoni aggiuntivi a destra con note alterate, accordi addizionali sulla mano sinistra per suonare tasti correlati e una fila di bottoni per i bassi, per facilitare la riproduzione dei toni bassi.
I garmon possono essere suddivisi in due diverse classi: unisonici, nel senso che ciascun bottone suona la stessa nota o accordo quando il mantice viene espanso o compresso, e bisonici, quando la nota dipende dalla posizione del mantice. Esempi di unisonico sono il livenka (in russo ливенка?, da Livny, Oblast' di Orël) e il Khromka (in russo  Хромка?, per "cromatica"). I garmon bisonici sono, ad esempio, il Tula (in russo  Тульская гармонь?, da Tula) e il talyanka (in russo тальянка?).
Oltre che per l'esecuzione della musica popolare russa, il garmon è un importante strumento musicale in tutto il Caucaso (tra ossezi, azeri, armeni, georgiani, circassi, ecc.) oltre ai Mari delle regioni del Volga e degli Urali. È anche usato nella musica popolare.
Conosciuto anche come Harmonika (vedi Steirische Harmonika) è molto popolare in Slovenia. Anche la musica moderna viene suonata con il garmon, e alcuni artisti sono popolari anche in Europa e negli Stati Uniti d'America. Lo stile esecutivo sloveno differisce da quello russo. Ci sono oltre 300 gruppi popolari in Slovenia, in ensemble spesso composti da diversi cantanti e un fisarmonicista e i musicisti sono spesso giovani o di mezza età.

## Disposizione della tastiera
Anche se esistono versioni ridotte o maggiorate, lo strumento normale (noto come "25 × 25") è costituito da:
- 25 bottoni per le note acute, disposti su due file: tre ottave diatoniche più tre alterate.
- 25 bottoni per le note basse, disposti su tre file: due file di otto bottoni, con note basse e accordi e una fila di bassi liberi.

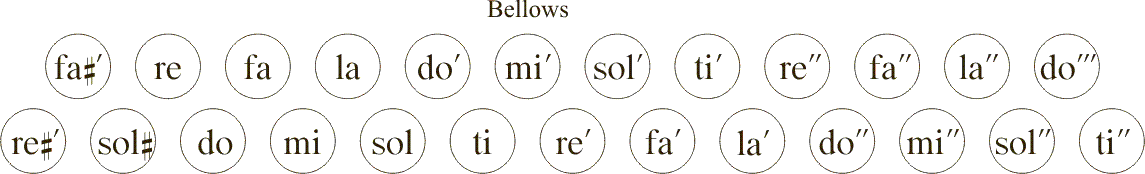
Tastiera degli acuti

La tastiera degli acuti è disposta in modo che si possa riprodurre una scala alternando le due file. Le ottave bassa e alta hanno una diteggiatura identica, mentre l'ottava media differisce. Le tre note alterate sono disposte in modo tale da rispecchiare la posizione degli accordi della mano sinistra che le contengono.

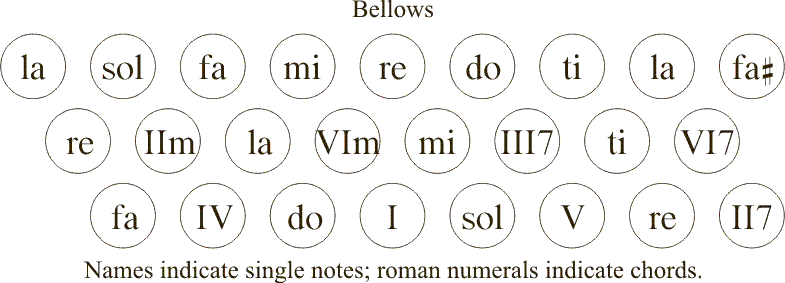
Tastiera dei bassi

La tastiera dei bassi è sistemata in modo che gli accordi principali siano nella fila esterna, collocati nell'ordine del circolo delle quinte; gli accordi principali per la chiave armonica minore sono nella fila centrale; le note di basso libero sono nella fila interna. Esiste anche un accordo di basso libero.

## Tipologie russe
Sin dall'introduzione della fisarmonica, dalla Germania alla Russia, negli anni 1830, i maestri russi realizzarono molti tipi diversi di garmon locali durante il XIX e il XX secolo.

### Tula garmon
Il Tula garmon (in russo тульская гармонь, семиклапанка?) fu il primo garmon russo, che iniziò ad essere costruito negli anni 1830. Aveva cinque o sette bottoni nella tastiera destra e, come nella maggior parte delle fisarmoniche diatoniche occidentali, produceva suoni diversi in estensione e compressione del mantice. Quindi il Tula garmon aveva due ottave diatoniche complete (da Do4 a Do6). La tastiera sinistra del basso aveva due pulsanti. Il Tula Garmon era lo strumento base nei complessi russi (Saratov, Kasimov ecc.).

### Khromka

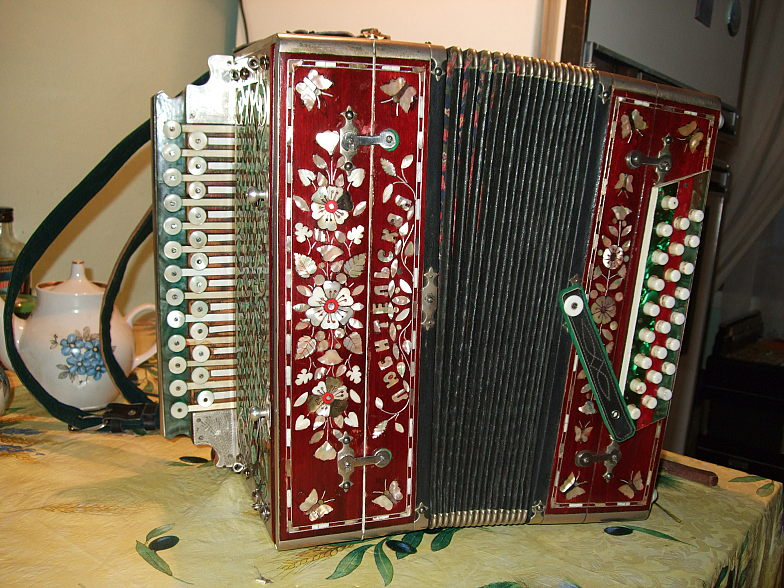
Khromka russo, realizzato in fabbriche di Tula nel XX secolo.

Il Khromka (in russo хромка?) venne inventato nel 1870 a Tula su disegno del musicista russo Nikolay Beloborodov. Era di tipo unisonico (come il bayan) ma nella tastiera destra vi erano anche due o tre bottoni cromatici, normalmente SOL1♯, RE2♯, FA2♯, da cui il nome khromka dovuto al fatto che era virtualmente cromatico. Divenne la più popolare e diffusa fisarmonica a pulsanti della Russia, quindi quasi tutti i garmon moderni russi (e anche quelli sovietici, di solito fabbricati nelle fabbriche di Tula e Šuja) sono khromka.

### Vyatka garmon

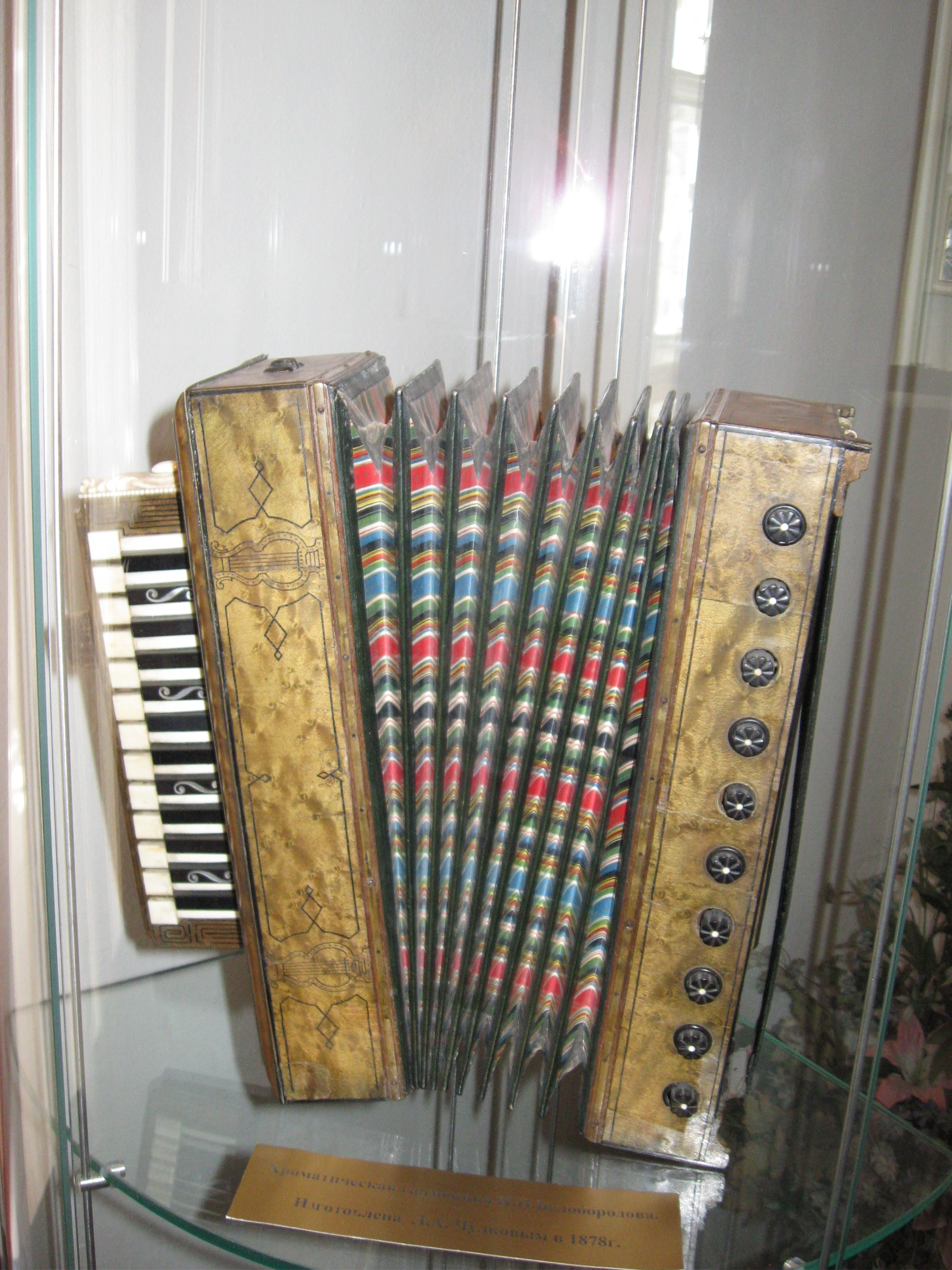
Garmon cromatico di Nikolay Beloborodov, 1878.

Il Vyatka garmon (in russo вятка, вятская гармонь?) venne prodotto per la prima volta nelle fabbriche di Vyatka nella metà dl XIX secolo. Era unisonico cromatico, aveva una tastiera tipo pianoforte sul lato destro e due bottoni per il basso sulla sinistra. Il Vyatka garmon è stato un prototipo per diversi tipi di fisarmoniche nazionali nella regione del Volga e nel Caucaso (vedi sotto). Anche dopo sono state realizzate fisarmoniche diatoniche e cromatiche russe: garmon Elet (reale) (con una tastiera di pianoforte, perché in russo un pianoforte a coda è chiamato "reale"). Il garmon reale di Beloborodov (prodotto dal maestro di Tula, Chulkov, negli anni settanta del XIX secolo, aveva una tastiera completamente cromatica a destra e assomigliava alle moderne fisarmoniche a piano) e altri ancora.

### Garmon di Saratov
Il garmon di Saratov (in russo саратовская гармонь?) è bisonico diatonico con campane che squillano quando vengono suonati i tasti dei bassi e degli accordi. Lidia Ruslanova canta con l'accompagnamento di questo garmon.

### Livenka
Il Livenka (in russo ливенка?) o Livenskaya garmoshka (in russo Ливенская гармошка?) venne sviluppato durante gli anni 1860 e 1870 nelle fabbriche di Livny (Oblast' di Orël).

## Garmon asiatici e caucasici
I garmon russi erano popolari non solo tra i russi ma anche tra le altre nazioni dell'Impero russo e dell'Unione Sovietica. Quasi tutti i garmon nazionali sono basati su Tula, Vyatka e Khromka con le modifiche necessarie per adattarsli alle tradizioni musicali nazionali locali. Alcuni sono stati inventati professionalmente in fabbriche di strumenti musicali nel XX secolo.

### Volga, Urali e Siberia
- I garmon dei Mari (marla-karmon) sono bisonici diatonici a sette bottoni, sulla base del garmon Tula.
- Il koga-karmon dei Mari e il kubos dei Ciuvasci sono basati sul Khromka.

### Caucaso
Il Phændur o fisarmonica dell'Ossezia venne sviluppato sulla base delle fisarmoniche occidentali. Venne progettato per l'esecuzione della musica popolare dell'Ossezia ma poi gli altri popoli caucasici lo trovarono rilevante e lo strumento divenne popolare in tutto il Caucaso.

### Garmon orientali

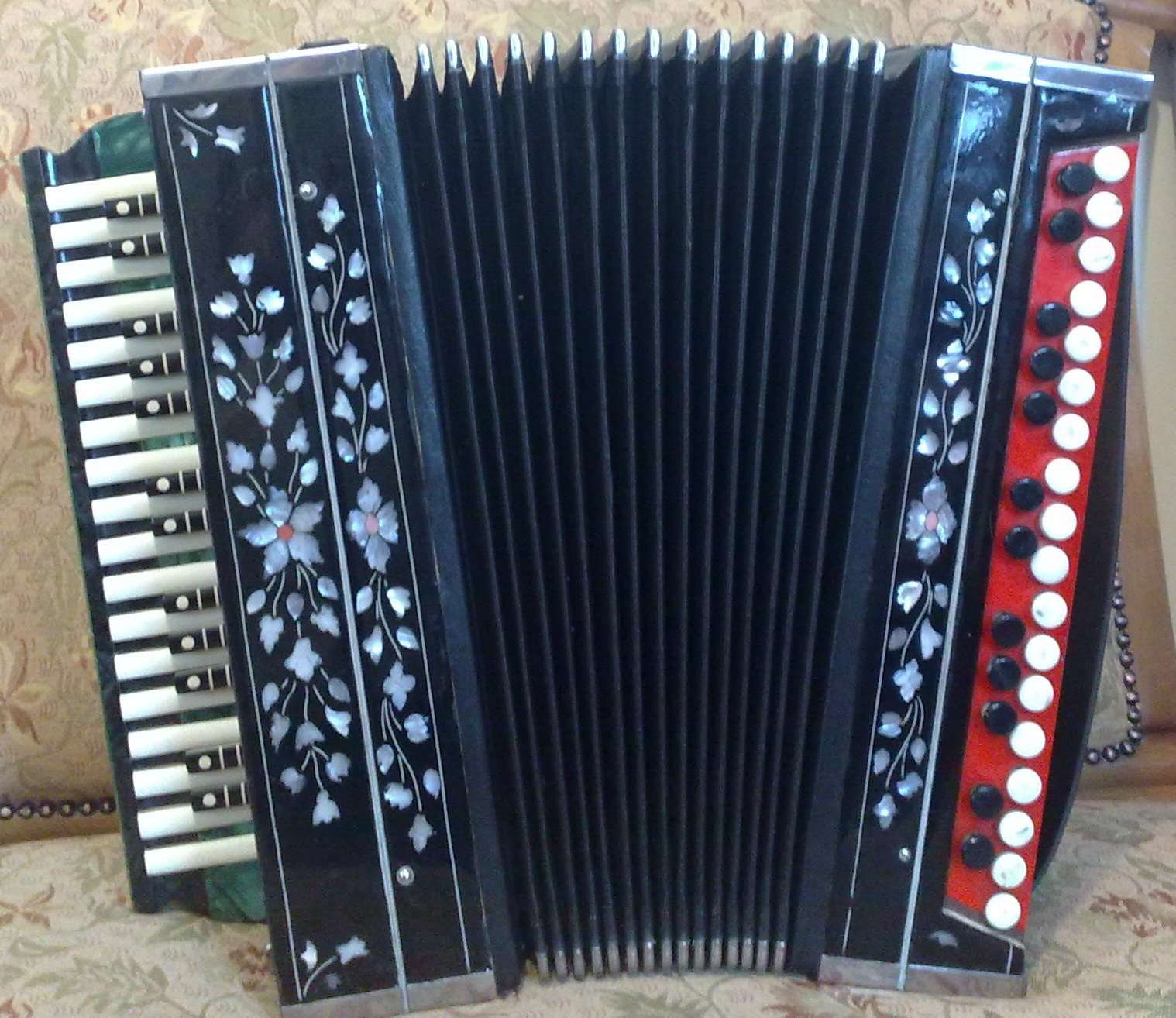
Un bayan orientale prodotto in una fabbrica di Tula intorno al 1990.

Il bayan orientale venne inventato nel 1936 in una fabbrica di strumenti musicali di Kazan. Ha una tastiera tipo pianoforte a destra ma un po' più piccola, quindi in realtà imita una fisarmonica. Nel 1961 nella fabbrica di Kazan fu rivisto e la tastiera sinistra rispecchia quella destra, sebbene i bottoni di sinistra non siano rettangolari ma rotondi come nelle fisarmoniche a bottoni. Questo tipo è popolare nella musica dell'Azerbaigian, ed è divenuto popolare in Turchia a seguito delle incisioni di Nejat Özgür.

### Georgia/Armenia
- Il Garmoni' venne importato in Georgia e in Armenia dall'Europa, precisamente dalla Russia, negli anni 1830 e divenne immediatamente popolare tra gli esecutori di musica popolare. È particolarmente diffuso in Tuscezia, dove viene usato come accompagnamento della voce e anche come strumento solista.
- La Buzika è una specie di piccola fisarmonica diffusa soprattutto tra gli abitanti di montagna della Georgia, con un suono distinto. È considerata uno strumento da donna, e spesso una sposa suona un buzika al momento del suo fidanzamento. Viene ampiamente utilizzata per feste nazionali, ed è associata principalmente a melodie di canzoni e di danza. A volte è anche usata per eseguire melodie solistiche, o in un ensemble con un doli (tamburo), daira, nagara e panduri.
- Il Tsiko-tsiko venne introdotto in Georgia e Armenia dall'Europa negli anni 1830, ed è principalmente usato per accompagnare le danze.